# لورينت بيونيير
لورينت بيونيير (بالفرنسية: Laurent Pionnier)‏ (مواليد 24 مايو 1982 في باغنول سور سيز - فرنسا) لاعب كرة قدم فرنسي يلعب حاليا لصالح نادي الدرجة الأولى مونبيلييه الفرنسي منذ 2002 في مركز حارس مرمى .

## روابط خارجية
- لورينت بيونيير على موقع قاعدة بيانات كرة القدم.إي يو (الإنجليزية)
- لورينت بيونيير على موقع ليكيب (الفرنسية)
- لورينت بيونيير على موقع Soccerway.com (الإنجليزية)
- لورينت بيونيير على موقع عالم كرة القدم.نت (الإنجليزية)
- لورينت بيونيير على موقع كووورة
- لورينت بيونيير على موقع AS.com (الإسبانية)